# Рейборн, Уильям
Уильям Френсис Рейборн младший (англ. William Francis Raborn, 8 июня 1905 — 6 марта 1990) — американский военный и государственный деятель, вице-адмирал, Директор Центральной разведки США (1965—1966).

## Биография
Родился в Декейтере (штат Техас), в 1928 году окончил Военно-морскую академию США. Во время Второй мировой войны служил на Тихом океане на авианосце USS Hancock, награждён медалью Серебряная звезда. Позднее командовал эскортными авианосцами USS Bairoko и USS Bennington (CV-20).
8 ноября 1955 года У. Рейборн в звании контр-адмирала был назначен директором по специальным проектам Бюро вооружений с непосредственным подчинением начальнику военно-морских операций адмиралу А. Бёрку и министру ВМС Ч. Томасу. С декабря 1955 года лично курировал программу создания ракет морского базирования «Поларис». Срок разработки был «Полариса» был установлен в 10 лет (1963 — первые испытания, завершение разработки — 1965). Рейборн сумел реализовать программу разработки «Полариса» на 3 года раньше срока, отчасти благодаря использованию в проекте PERT-методологии. Первый пуск ракеты «Поларис» состоялся 20 июля 1960 года с борта первой ракетной подводной лодки США Джордж Вашингтон. За это Рейборн был удостоен медали За заслуги и произведён в вице-адмиралы. В 1962—1963 годах — заместитель по развитию начальника военно-морских операций. 1 сентября 1963 года уволился из ВМФ и в 1963—1965 годах работал в частной компании.
11 апреля 1965 года президент Линдон Джонсон назначил Рейборна на должность директора Центральной разведки и главы Центрального разведывательного управления, 22 апреля Рейборн был утверждён Сенатом и 28 апреля приступил к служебным обязанностям. Пребывание его в этой должности было недолгим, 30 июня 1966 года он ушёл в отставку.
По оценкам собственных историков ЦРУ, Рейборн был мало пригоден для этой должности.
После ухода в отставку занимался бизнесом.
Скончался 6 марта 1990 года, похоронен на кладбище Военно-морской академии США в Аннаполисе, Мэриленд.